# Lionize
 (décembre 2019).
Lionize est un groupe de rock américain basé dans le comté de Montgomery, dans le Maryland. Le son du groupe a ses racines dans le hard rock et le heavy metal, mais ils expérimentent fréquemment des sons variés, tels que le reggae, la musique dub, le go-go et le funk. 

## Collaborations
Tim Sult, du groupe Clutch, apparaît sur plusieurs albums en tant que guitariste supplémentaire. Les autres collaborateurs incluent Neil Fallon et Jean-Paul Gaster de Clutch ; David Hinds, Selwyn Brown et Sidney Mills de Steel Pulse ; Dean Fraser, J. Robbins, Eric Oblander de Five Horse Johnson et Larry McDonald.  
Le groupe signe d’abord avec Weathermaker Music, une marque détenue et exploitée par les groupes Clutch. En 2015, le groupe autoproduit le EP Alpha et en 2016 le EP The Voyage. En novembre 2018, le groupe annonce la création de son propre label "Electric Reckoning Music" sur lequel il prévoit de mettre en ligne des années de matériel inédit. 

## Histoire

### 2004-2006
Le groupe se rencontre alors que les musiciens étaient au collège et au lycée et est officiellement devenu Lionize à l'été 2004. Ils commencent à se produire dans les bars et salles locales dans les régions du Maryland, Washington et Virginie. Ils composent pendant des jam sessions et changent l’ordre des morceaux à chaque concerts. 
Le 26 octobre 2005, le groupe joue en première partie de Steel Pulse au Recher Theatre à Towson, Maryland. En 2006, le groupe joue en première partie de plusieurs groupes dont Steel Pulse, The Wailers, Yellowman, Groundation, Israel Vibration, State Radio, Fuel, Hoobastank, Jimmie's Chicken Shack, The Pietasters, Concrete Blonde et The Bakerton Group sur la côte est des États-Unis. 

### 2007-2011
En 2008, le groupe commence à faire de nombreuses tournées aux États-Unis et au Canada, jouant en première partie de groupes tels que Authority Zero, Wino, Clutch, Ozomatli, Chali 2na, The Wailers et Steel Pulse. En janvier 2008, le directeur musical de Steel Pulse, Sidney Mills, invite le groupe à se rendre dans les studios Harry J. de Kingston, en Jamaïque, pour créer un album imprégné de reggae intitulé Space Pope and the Glass Machine, qui comprend une section de cuivres dirigée par Dean Frasier et Sidney Mills. . L'album a été enregistré entre Harry J. Studios, Boot Camp Studio (Digital Paul) et Portmore Studio 100 (Squidly Cole). Le groupe a été rejoint en Jamaïque par Tim Sult comme guitare supplémentaire. L'album implique également Eric Oblander à l'harmonica pour le titre d'ouverture "Space Pope" et Larry McDonald aux percussions. 
L'album sort sur le label Pietasters Records. En 2009-2010, Lee Scratch Perry choisit le groupe pour une tournée aux États-Unis en tant que groupe de première partie. Cela amène le groupe à se produire dans plusieurs festivals, dont le Reggae on the Rocks à l'amphithéâtre Red Rocks, près de Denver, au Colorado. Lionize fait notamment la première partie de Kylesa, Red Fang and the Saviors, Galactic, Sublime with Rome et CkY.  
En 2010, le groupe enregistre et publie l'album Destruction Manual, qui a été enregistré et produit par J. Robbins au Magpie Cage Studio à Baltimore, dans le Maryland. Il a un son plus lourd que l'album précédent Space Pope. Destruction Manual implique Tim Sult à la guitare, J. Robbins aux percussions et aux chœurs et Donnie Williams aux percussions. En 2011, le groupe retourne au Magpie Cage pour enregistrer l'album Superczar and the Vulture,. Cet album poursuit dans les expérimentations avec des sonorités heavy, dub et funk. Les musiciens invités incluent Tim Sult, Nadav Nirenberg et Jim Conti de Streetlight Manifesto. L'album est sorti sur le label Pentimento de Tomas Kalnoky. 

### 2012-2014
Le groupe continué à tourner aux États-Unis et au Canada. En 2012, le groupe joue avec Fair To Midland, Reel Big Fish, Streetlight Manifesto, Maylene and the Sons of Disaster. En 2013 Lionize joue avec Clutch, Orange Goblin et The Sword et commence à écrire et enregistrer l’album Jetpack Soundtrack qui est produit par Jean Paul Gaster et Machine au Machine Shop de Bellville. 
En 2014, le groupe sort Jetpack Soundtrack sur le label Weathermaker Music et effectue de nombreuses tournées en Amérique du Nord et au Royaume-Uni pour soutenir l'album avec Clutch et Pepper.  

### 2015-2017
En 2015, le groupe commence les tournées internationales en Europe (Festival Los Almiros, London's Desert Festival). 
En 2016, le groupe poursuit les tournées aux États-Unis et en Europe (Bloodstock Open Air, Ramblin 'Man Fair, Z7), jouant notamment au Trianon, à Paris, le 13 décembre 2016. 
En 2017, Lionize commence l'enregistrement de l’album suivant, Nuclear Soul en janvier 2017 au studio Magpie Cage à Baltimore avec les producteurs J. Robbins et Jean-Paul Gaster (de Clutch). Le groupe fait une tournée avec CKY aux États-Unis. L’album Nuclear Soul sort en septembre 2017. Le groupe passe les six mois suivants en tournée au Royaume-Uni et en Europe.  

### 2018-Présent
En 2018, un label sous la bannière de BMG MUSIC, connu sous le nom de The End Records, ne parvient pas à accélérer la carrière du groupe, en dépit de la sortie de l'album 'Nuclear Soul', qui reçoit des critiques élogieuses dans le monde entier,,. 
En avril 2018, le groupe réalise une tournée européen en partageant l'affiche avec Planet of Zeus pour la promotion de l'album Nuclear Soul. 
En novembre 2018, le groupe annonce la sortie d'un vinyle de 7 pouces sur son nouveau label, Electric Reckoning Music. Le 18 octobre 2019 sort le septième album, Panic Attack! avec Jean-Paul Gaster à la batterie. 

## Membres
- Chris Brooks – orgue Hammond, piano Rhodes, piano, synthétiseur, voix principale et chœur
- Nathan Bergman – voix, guitare rythmique et principale
- Henry Upton – basse et chœur

## Discographie
- Danger My Dear (2005)
- Mummies Wrapped in Money (EP 2006)
- Space Pope and the Glass Machine (2008)
- Destruction Manual (2011)
- Superczar and the Vulture (2011)
- Jetpack Soundtrack (2014)
- Run John Barleycorn Run (split avec Clutch pour le Record Store Day 2014)
- Alpha (EP 2015)
- The Voyage (EP 2016)
- Nuclear Soul (2017)
- Cyber Attackers (EP 2018 de 7 pouces)
- Panic Attack! (2019)